# Margareta Högman
Margareta Högman, född 16 november 1786, död 3 mars 1849, var en finländsk religiös ledare. Hon var ledare för väckelserörelsen i Tavastland och Savolaks från 1810-talet. 